# Shaken ’n’ Stirred
A Shaken 'n' Stirred Robert Plant, a Led Zeppelin legendás énekesének szólóalbuma, amely 1985. május 20-án jelent meg Plant saját kiadója az Es Paranza gondozásában.
A Rhino Entertainment jelentette meg az újrakevert és egy bónusz számmal bővített kiadását 2007. március 20-án. Az album szerepel a Nine Lives díszdobozos kiadáson is.

## Számok listája
1. Hip To Hoo – 4:51
2. Kallalou Kallalou – 4:17
3. Too Loud – 4:07
4. Trouble Your Money – 4:14
5. Pink And Black1' – 3:45
6. Little By Little – 4:43
7. Doo Doo A Do Do – 5:09
8. Easily Lead – 4:35
9. Sixes and Sevens – 6:04

2007-ben újrakevert kiadás
1. Little By Little (remix) – 5:12

## Közreműködők
- Robbie Blunt – gitár, szintetizátor
- Toni Halliday – ének
- Richard Hayward – dob
- Benji Lefeure – producer, hangmérnök
- Paul Martinez – basszusgitár
- Robert Plant – ének, producer
- Tim Palmer – producer, hangmérnök
- Jezz Woodroffe – billentyűs hangszerek

## Helyezések
Album – Billboard (Észak Amerika)
| Év   | Lista             | Helyezés |
| ---- | ----------------- | -------- |
| 1985 | The Billboard 200 | 20       |

Kislemezek – Billboard (Észak Amerika)
| Év   | Kislemez         | Lista                  | Helyezés |
| ---- | ---------------- | ---------------------- | -------- |
| 1985 | Little By Little | Mainstream Rock Tracks | 1        |
| 1985 | Little By Little | The Billboard Hot 100  | 36       |
| 1985 | Sixes and Sevens | Mainstream Rock Tracks | 18       |

## Külső hivatkozások
- Robert Plant hivatalos honlapja